# Copa Nissena
La Copa Nissena (Coppa Nissena en italiano) es una competición automovilística que se celebra todos los años en Sicilia. Es una Carrera de montaña del tipo contrarreloj y es una prueba válida para el Campeonato Italiano de Velocidad de Montaña (CIVM) y el Trofeo de Montaña. Está organizado por el Automobile Club d'Italia.
La longitud de la ruta es de 4904 metros y el gradiente promedio es de 4.19%.

## Historia

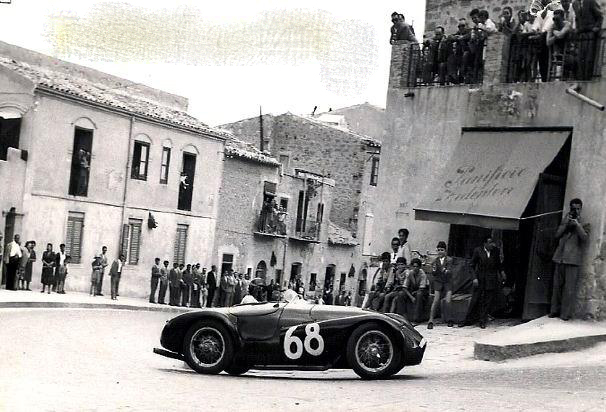
Imagen de la edición de 1955.

La fecha de la primera Copa Nissena se remonta al 24 de mayo de 1922, con motivo de la inauguración del monumento de guerra de la Gran Guerra, en Viale Regina Margherita en Caltanissetta. La ruta de la época tenía 166,6 km de largo, que se cubriría en dos vueltas, comenzando por via Sant'Anna y llegando a Imera, pasando por Capodarso y Castrogiovanni (hoy Enna). La primera edición fue ganada por Luigi López, con una Itala.
La Copa Nissena para el estallido de la Segunda Guerra Mundial en primer lugar, pero también por razones organizativas, desaparece del calendario por 25 años.
El regreso fue solo en 1949, con una nueva fórmula: Carrera de montaña y la ruta se acorta a solo 12 km.
Desde 1968, se abre la era prototipos.

## Ganadores

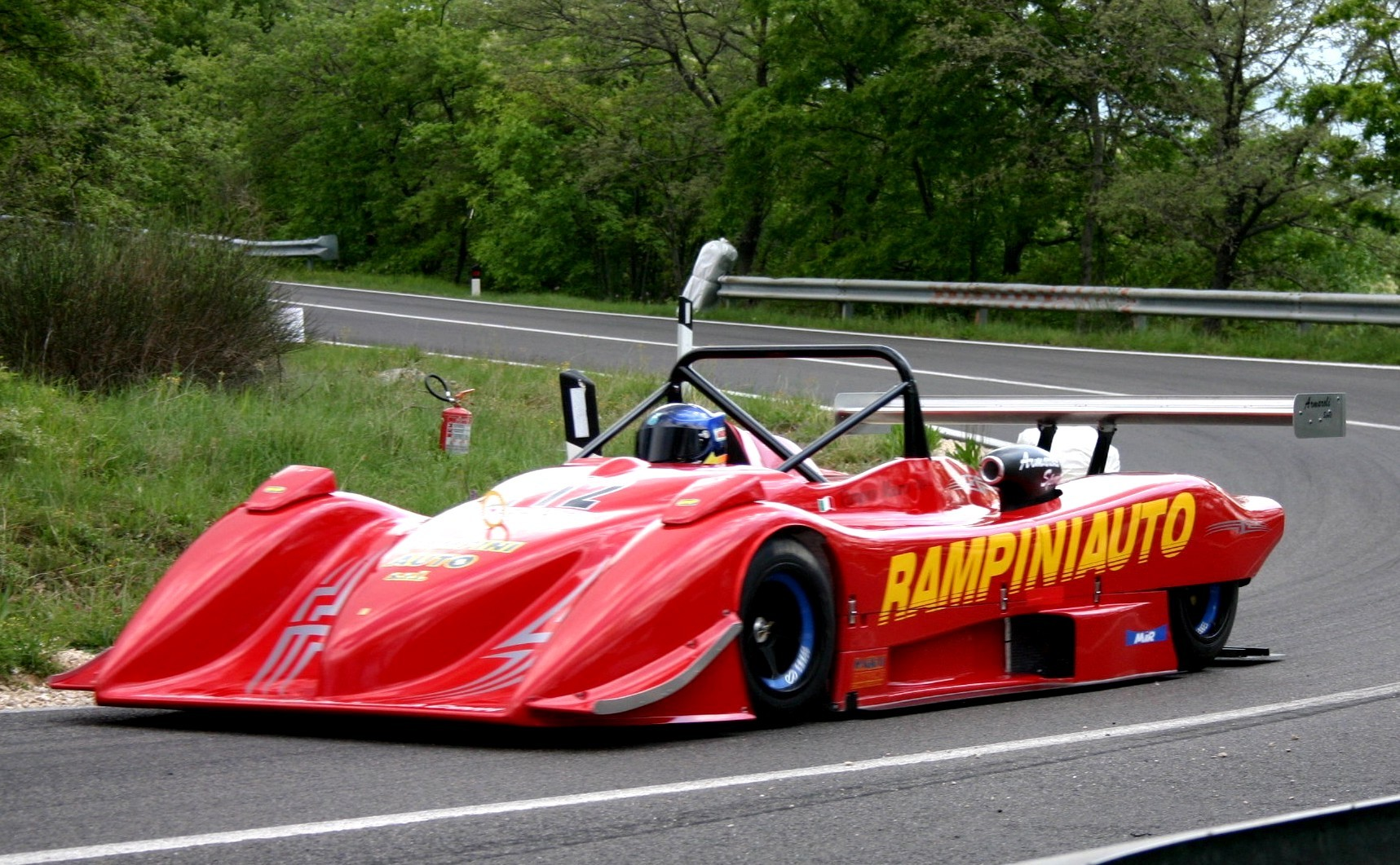
Osella Pa20/S BMW

La siguiente tabla muestra el cuadro de honor del evento.
| Año  | Piloto                   | Coche                       |
| ---- | ------------------------ | --------------------------- |
| 1922 | Luigi Lopez              | Itala                       |
| 1923 | Salvatore Curatolo       | Ceirano                     |
| 1924 | Giulio Pucci             | Ansaldo                     |
| 1949 | Luigi Bordonaro          | Ferrari                     |
| 1951 | Antonio Pucci            | Ferrari                     |
| 1953 | Luigi Bordonaro          | Ferrari                     |
| 1955 | Antonio Pucci            | Ferrari                     |
| 1958 | Pasquale Tacci           | Alfa Romeo Giulietta Sprint |
| 1959 | Nino Todaro              | Ferrari                     |
| 1960 | Vincenzo Riolo           | Alfa Romeo 1300             |
| 1964 | Giacomo Moioli (Noris)   | Porsche 906                 |
| 1965 | Clemente Ravetto         | Ferrari 250 GTO             |
| 1966 | Ignazio Capuano          | Porsche 906                 |
| 1967 | Stefano Alongi           | Alfa Romeo Giulietta SZ     |
| 1968 | Ferdinando Latteri       | Ferrari Dino 206/6          |
| 1969 | Mariano Spadafora        | Abarth 2000                 |
| 1970 | Eugenio Renna (Amphicar) | Abarth 2000                 |
| 1971 | Carlo Facetti            | Chevron B.19                |
| 1972 | Nino Vaccarella          | Abarth Osella               |
| 1973 | Eugenio Renna (Amphicar) | Chevron B.23                |
| 1975 | Carlo Facetti            | Lola Ferraris               |
| 1976 | Domenico Scola           | Chevron BMW                 |
| 1977 | Eugenio Renna (Amphicar) | Osella Pa 5                 |
| 1978 | Eugenio Renna (Amphicar) | Osella Lubiam               |
| 1979 | Eugenio Renna (Amphicar) | Osella Lubiam               |
| 1981 | Mauro Nesti              | Osella Pa 7                 |
| 1982 | Benny Rosolia            | Osella Pa 9                 |
| 1983 | Mauro Nesti              | Osella Pa 9                 |
| 1984 | Enrico Grimaldi          | Osella Pa 9                 |
| 1985 | Benny Rosolia            | Osella Pa 9                 |
| 1986 | Mauro Nesti              | Osella Pa 9                 |
| 1987 | Mauro Nesti              | Lucchini BMW                |
| 1988 | Giovanni Cassibba        | Osella Pa 9                 |
| 1989 | Mauro Nesti              | Osella Cebora BMW           |
| 1990 | Mauro Nesti              | Osella Cebora BMW           |
| 1991 | Mauro Nesti              | Osella Cebora BMW           |
| 1992 | Giulio Regosa            | Osella Pa 9/90              |
| 1993 | Mauro Nesti              | Lucchini BMW                |
| 1994 | Luigi Di Natali          | Ford Escort Csw             |
| 1995 | Angelo Palazzo           | Gisa Alfa Romeo             |
| 1996 | Mauro Nesti              | Lucchini BMW                |
| 1997 | Mirco Savoldi            | Lucchini BMW                |
| 1998 | Antonio Iaria            | Osella BMW Pa 20/S          |
| 1999 | Mirco Savoldi            | Lucchini BMW P198           |
| 2000 | Franco Cinelli           | Osella Pa20/S BMW           |
| 2001 | Franco Cinelli           | Osella Pa20/S BMW           |
| 2002 | Simone Faggioli          | Osella Pa20/S BMW           |
| 2003 | Giovanni Cassiba         | Osella Pa20/S BMW           |
| 2004 | Simone Faggioli          | Osella Pa20/S BMW           |
| 2005 | Denny Zardo              | Osella Pa20/S BMW           |
| 2006 | Franco Cinelli           | Osella Pa20/S BMW           |
| 2007 | Franco Cinelli           | Lola Mugen Honda            |
| 2008 | Denny Zardo              | Reynard Formula Nippon      |
| 2009 | Simone Faggioli          | Osella FA 30 Zytek          |
| 2010 | Simone Faggioli          | Osella FA 30 Zytek          |
| 2011 | Simone Faggioli          | Osella FA 30 Zytek          |
| 2012 | Simone Faggioli          | Osella FA 30 Zytek          |
| 2013 | Simone Faggioli          | Osella FA 30 Zytek          |
| 2014 | Christian Merli          | Osella PA 2000              |
| 2015 | Christian Merli          | Osella FA 30                |
| 2016 | Domenico Scola           | Osella FA 30 Zytek          |
| 2017 | Domenico Scola           | Osella FA 30 Zytek          |
| 2018 | Christian Merli          | Osella FA 30 Zytek          |
| 2019 | Simone Faggioli          | Norma M20 FC                |